# Yutaka Yokokura
 (août 2025).
Yutaka Yokokura (横倉 裕, Yokokura Yutaka) est un pianiste, claviériste, joueur de koto, arrangeur et compositeur japonais. Il a enregistré trois albums pour GRP Records: Yutaka (1988), Brazasia (1990) et Another Sun (1993). Il a précédemment enregistré un album, Love Light, en 1981 Chez Toshiba-EMI Music Japan.